# Positif (clavier)
 (septembre 2021).
Si vous disposez d'ouvrages ou d'articles de référence ou si vous connaissez des sites web de qualité traitant du thème abordé ici, merci de compléter l'article en donnant les références utiles à sa vérifiabilité et en les liant à la section « Notes et références ».
Pour les articles homonymes, voir Positif.
Le clavier de positif, appelé communément positif, est le second clavier de l'orgue classique français en termes de puissance.
Originellement, le positif est un petit instrument placé au jubé à côté du grand orgue. L'organiste devait donc se déplacer pour utiliser ce dernier.
Dans l'orgue baroque, il est généralement placé en premier dans l'ordre des claviers (positif, grand orgue, récit, écho, solo, grand chœur) et sa base sonore est le plenum de 8 pieds. Il est placé avant le clavier de grand orgue parce qu'il correspond aux jeux placés dans le buffet au dos de l'organiste, raison pour laquelle on l'appelle aussi « positif de dos ». Dans l'orgue symphonique, avec la disparition du positif de dos, le clavier de positif devient généralement le deuxième clavier.
Dans les partitions de musique pour orgue, il est généralement noté par les abréviations POS, PO ou P et parfois simplement par le chiffre romain II. Dans la musique ancienne il peut parfois porter le nom de « petit clavier » (par opposition à « grand clavier ») ou « petit orgue » (par opposition à grand orgue).
En anglais il se nomme Choir (« chœur »), en allemand il se nomme Rückpositiv (positif de dos), Brustwerk ou Brustpositiv (positif de poitrine, placé face à l'organiste, en dessous de l’Oberwerk : l'« ouvrage situé au-dessus » ou grand orgue).
L'étymologie du terme positif est une métonymie à partir de « orgue positif », instrument transportable que l'on posait (positif : qui se pose) sur une table ou à même le sol, pourvu d'un seul clavier et sans pédalier.

## Orgue positif

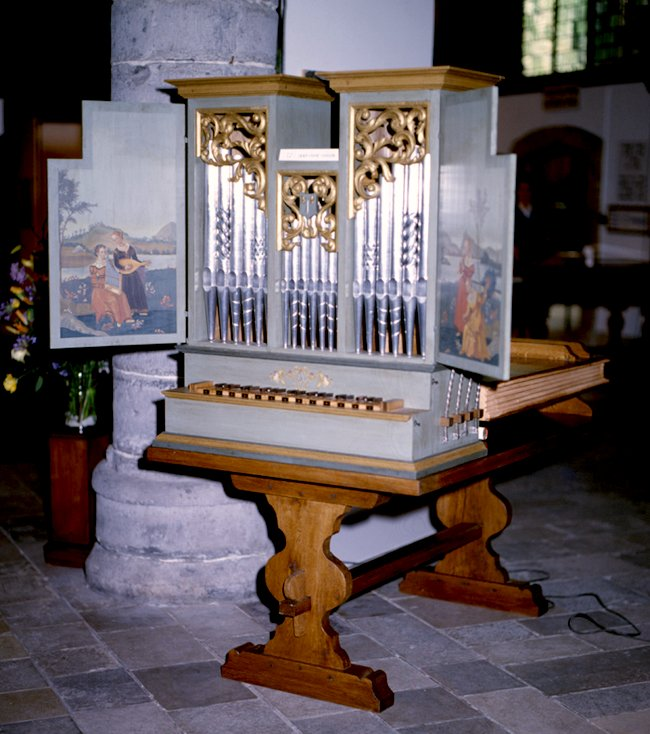
Positif sur une table.

Le mot positif désigne encore aujourd'hui un orgue de petite taille et transportable, les facteurs modernes le dotent parfois d'un petit pédalier (généralement accroché c'est-à-dire en tirasse) et éventuellement d'un deuxième clavier, mais il ne compte normalement pas plus qu'environ cinq jeux.

## Positif de teneure
Ancêtre de l'orgue employé au Moyen Âge pour accompagner le chant. Il s'agissait d'un petit orgue transportable muni d'un seul clavier, d'un seul jeu (éventuellement à plusieurs rangs), qui se posait sur une table et dont la tessiture correspondait au chant du ténor (« teneure » en ancien français). Il ne servait pas à l'accompagnement mais seulement à guider le chant pour donner les intonations. Son clavier diatonique ne couvrait généralement que deux octaves et les touches (les clefs) étaient gravées du nom de chaque note.